# Lilásfehér pókhálósgomba
A lilásfehér pókhálósgomba (Cortinarius alboviolaceus) a pókhálósgombafélék családjába tartozó, Európában és Észak-Amerikában honos, lombos és vegyes erdőkben élő, nem ehető gombafaj.

## Megjelenése
A lilásfehér pókhálósgomba kalapja 3-7 cm széles, alakja fiatalon domború vagy harangszerű, később széles domborúvá vagy lapossá terül ki, közepén széles púppal. Felülete selymes-szálas, nedvesen kissé tapadós, gyakran sugarasan ráncos. Színe eleinte halványlilás, később fehéres, ibolyás árnyalattal, végül halvány okkeresre fakul. 
Húsa fehéres vagy halványlilás. Íze nem jellegzetes, szaga gyengén retekszerű.  
Lemezei tönkhöz nőttek. Színük fiatalon halvány szürkéslila, később fahéj- vagy rozsdabarnák. Egészen fiatalon fehér fátyol (kortina) védi őket.  
Tönkje 5-9 cm magas és a csúcsánál kb. 1 cm vastag. A tövénél többnyire kiszélesedik, bunkós. Felülete selymes, színe halványlilás, különösen a csúcsánál. Felületén fiatalon alulról felfelé húzódó, jól fejlett, övesen szétszakadozó, fehéres-ibolyás színű fátyolmaradványok lehetnek.
Spórapora rozsdabarna. Spórája ellipszis vagy mandulaformájú, felülete finoman szemcsés, mérete 8,5-10 x 4,5-6 µm.

### Hasonló fajok
Az ibolyásszürke pókhálósgomba (Cortinarius violaceocinereus) és a lilás pókhálósgomba (Cortinarius anomalus) hasonlít hozzá. 

## Elterjedése és termőhelye
Európában és Észak-Amerikában honos. Magyarországon nem ritka. 
Savanyú talajú lombos vagy vegyes erdőben él, többnyire tölgy, bükk és nyír alatt. Szeptember-októberben terem. 
Nem ehető, egyes rokonai mérgezőek. 

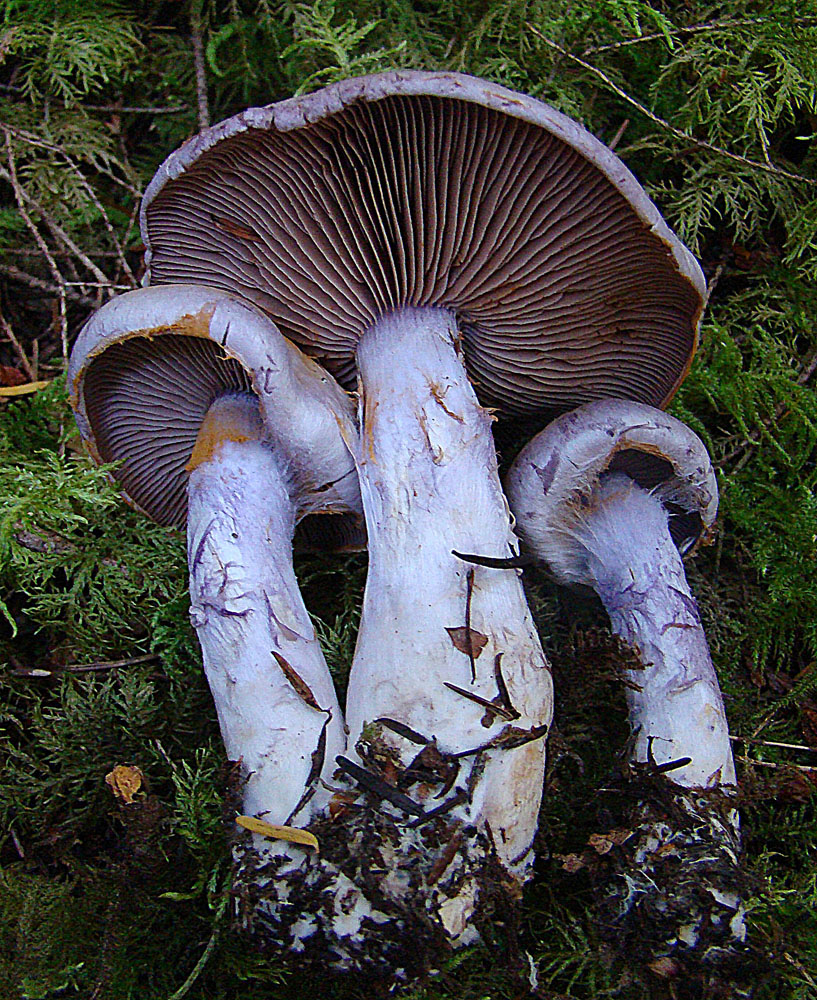
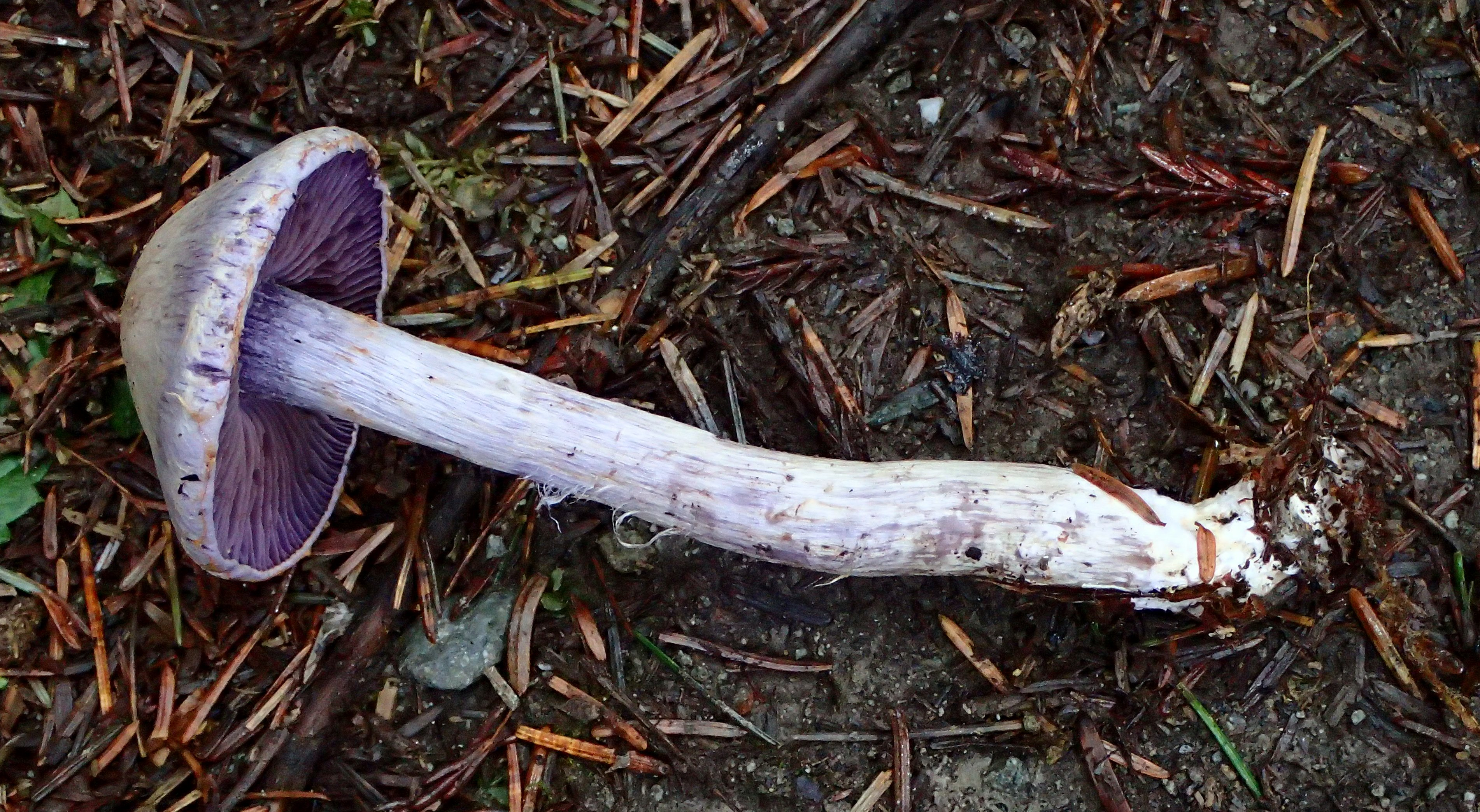
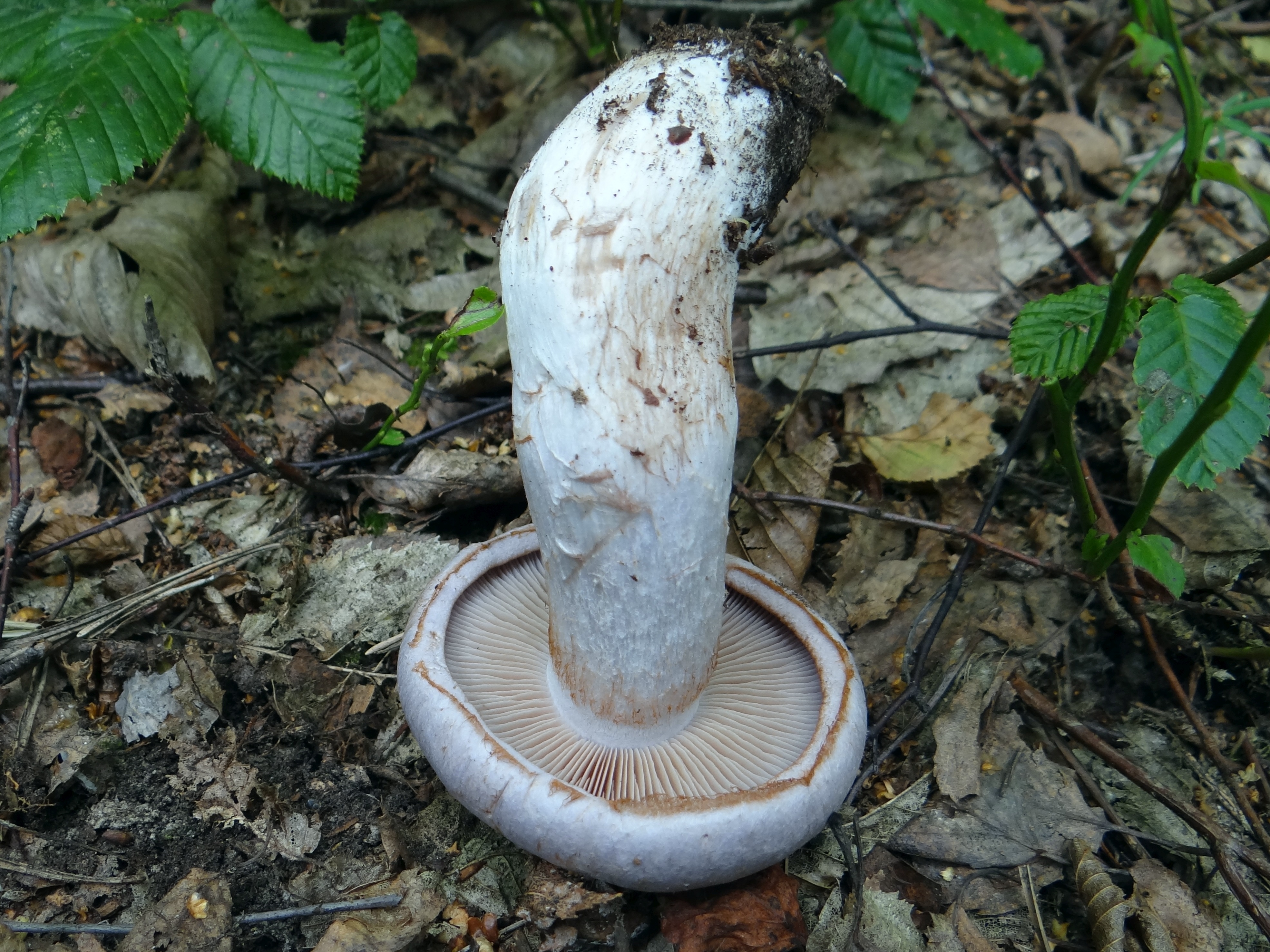
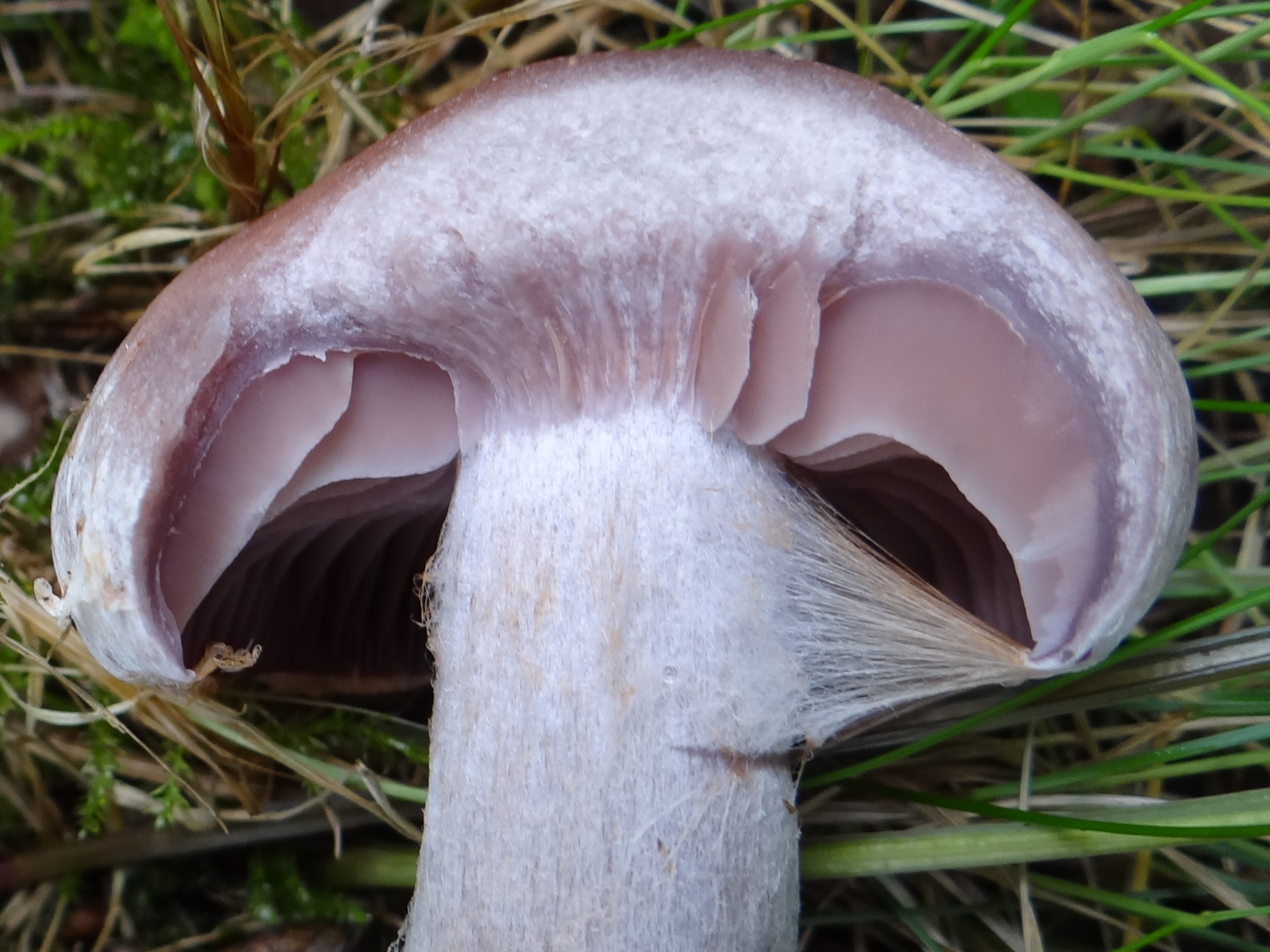
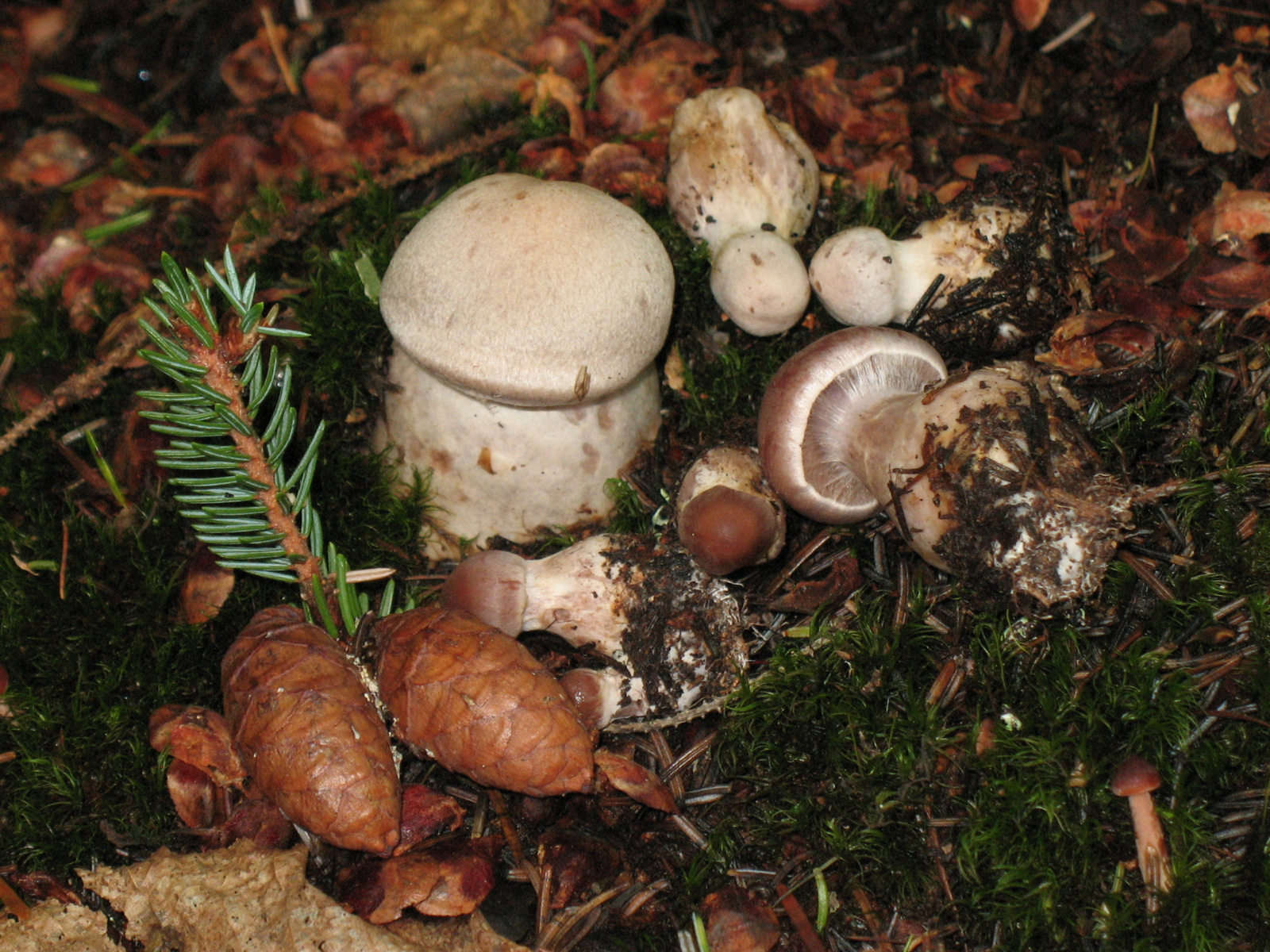